# Als (isola)
Als è un'isola della Danimarca, nel mar Baltico.

## Geografia
L'isola è separata dalla regione dello Jylland da un breve tratto di mare, denominato Als Sund.
L'isola fa parte del comune di Sønderborg. La città di Sønderborg  ha la caratteristica di trovarsi in parte sull'isola (il centro storico) e in parte sulla terraferma.

## Storia
Nella palude di Hjortspring Mose è stata scoperta la cosiddetta nave di Hjortspring, una nave preistorica risalente a circa il 350 a.C. Questa nave è una delle più antiche e meglio conservate trovate in Danimarca. La sua forma e la sua costruzione sono considerati una pietra miliare nella storia della navigazione e testimoniano un alto livello di abilità e conoscenza tecnica nell'Età del Ferro. L'imbarcazione assomiglia molto alle migliaia di immagini petroglifiche di navi nordiche dell'età del bronzo trovate in tutta la Scandinavia.
Durante il Medioevo l'isola fu sotto l'influenza di una serie di nobili, ognuno dei quali governava la propria porzione di isola e i suoi cittadini. Il figlio del re Cristiano III, il duca Giovanni, entrò in possesso dell'isola come ducato titolare e rilevò gli altri nobili. In seguito l'isola fu nuovamente divisa in diversi ducati più piccoli, ma alla fine l'impresa fallì.
Dal 1920 appartiene alla Danimarca attraverso un referendum; prima di allora era diventata proprietà tedesca a seguito della seconda guerra dello Schleswig nel 1864.

## Luoghi d'interesse
La città di Sønderborg ospita il castello di Sønderborg (Sønderborg Slot) e la tenuta di Sandbjerg (Sandbjerg Gods). Il castello di Sønderborg si trova nel centro della città e ospita un museo dedicato alla storia e alla cultura della zona. Il museo è aperto tutto l'anno. La tenuta di Sandbjerg, appartenuta per molti anni ai duchi di Sønderborg e poi alla famiglia Reventlow, è stata donata all'Università di Aarhus nel 1954.
Il Palazzo Augustenborg dell'isola è stato trasformato in un ospedale. All'ingresso dell'edificio si trova una mostra sul castello, la città e la sua storia ducale. La chiesa del castello è aperta al pubblico in estate e vengono organizzate visite guidate.

## Maggiori centri abitati
- Sønderborg
- Augustenborg
- Nordborg[4]

## Economia
Un ruolo rilevante, nell'economia dell'isola, assume la presenza della multinazionale Danfoss che garantisce il lavoro alla maggior parte della popolazione. Altra voce importante dell'economia locale è da una parte l'allenamento di suini, la produzione cerealicola e dall'altra il turismo.

## Galleria d'immagini

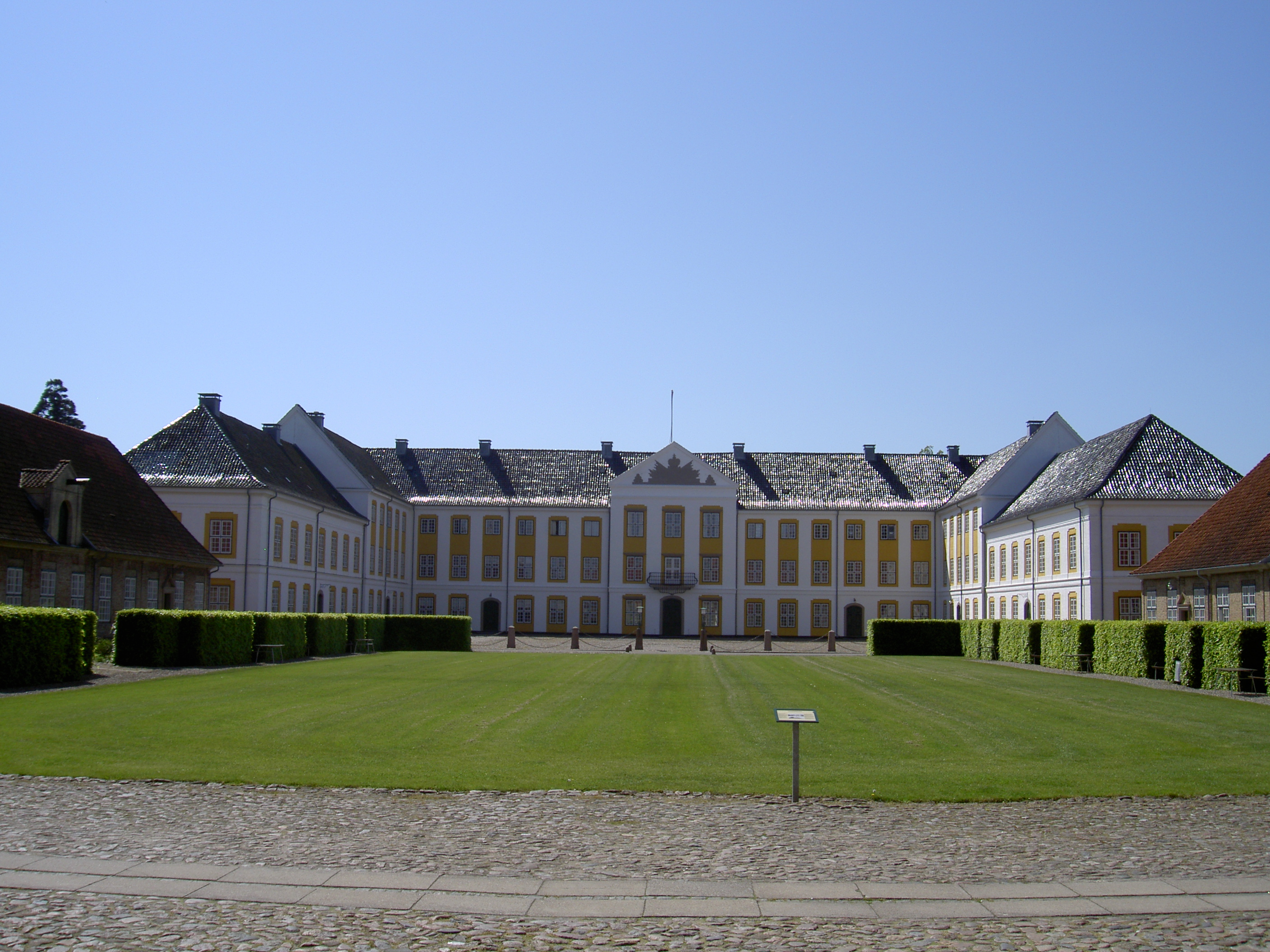
Palazzo di Augustenborg
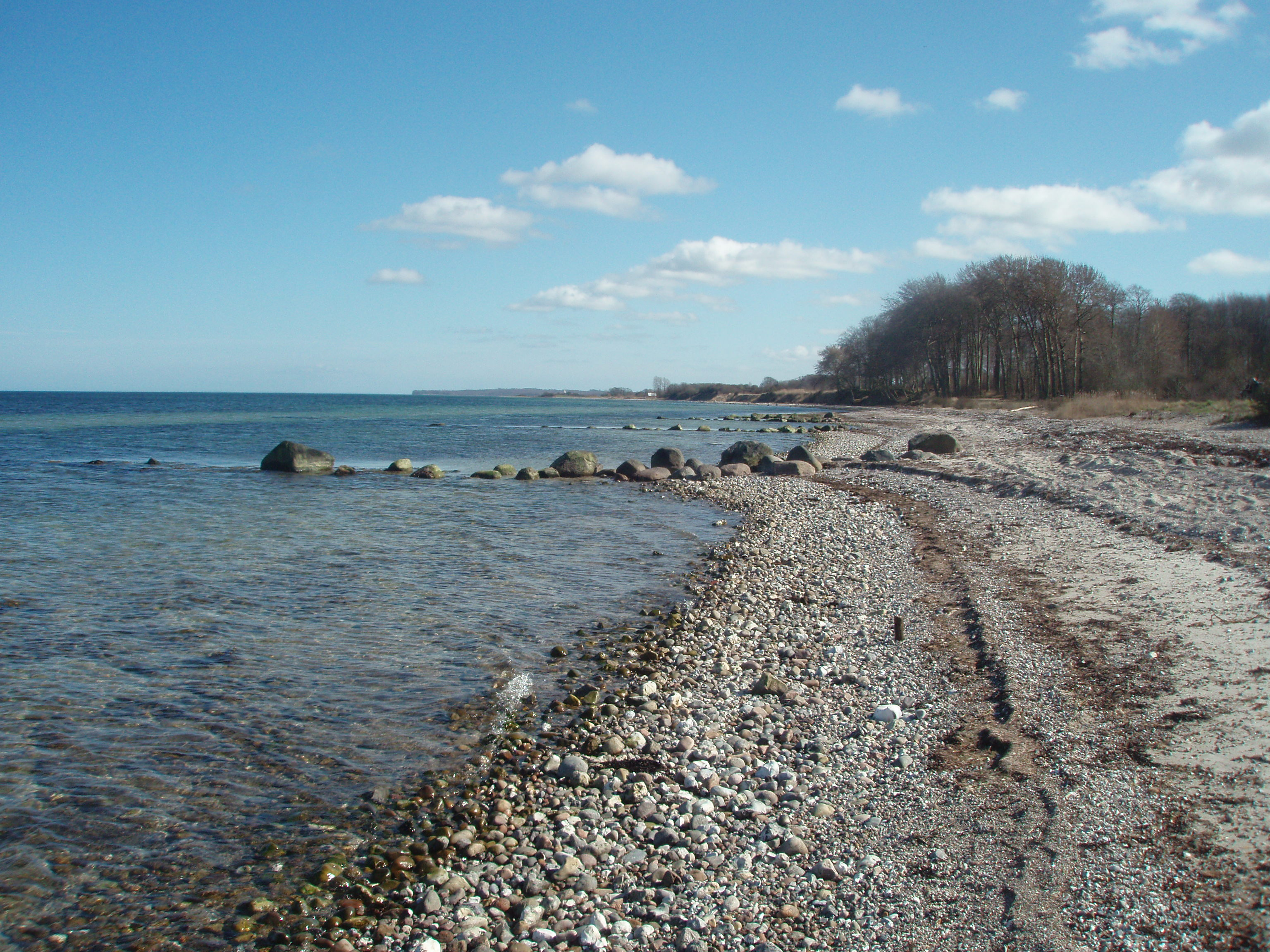
Spiaggia a Havnbjerg
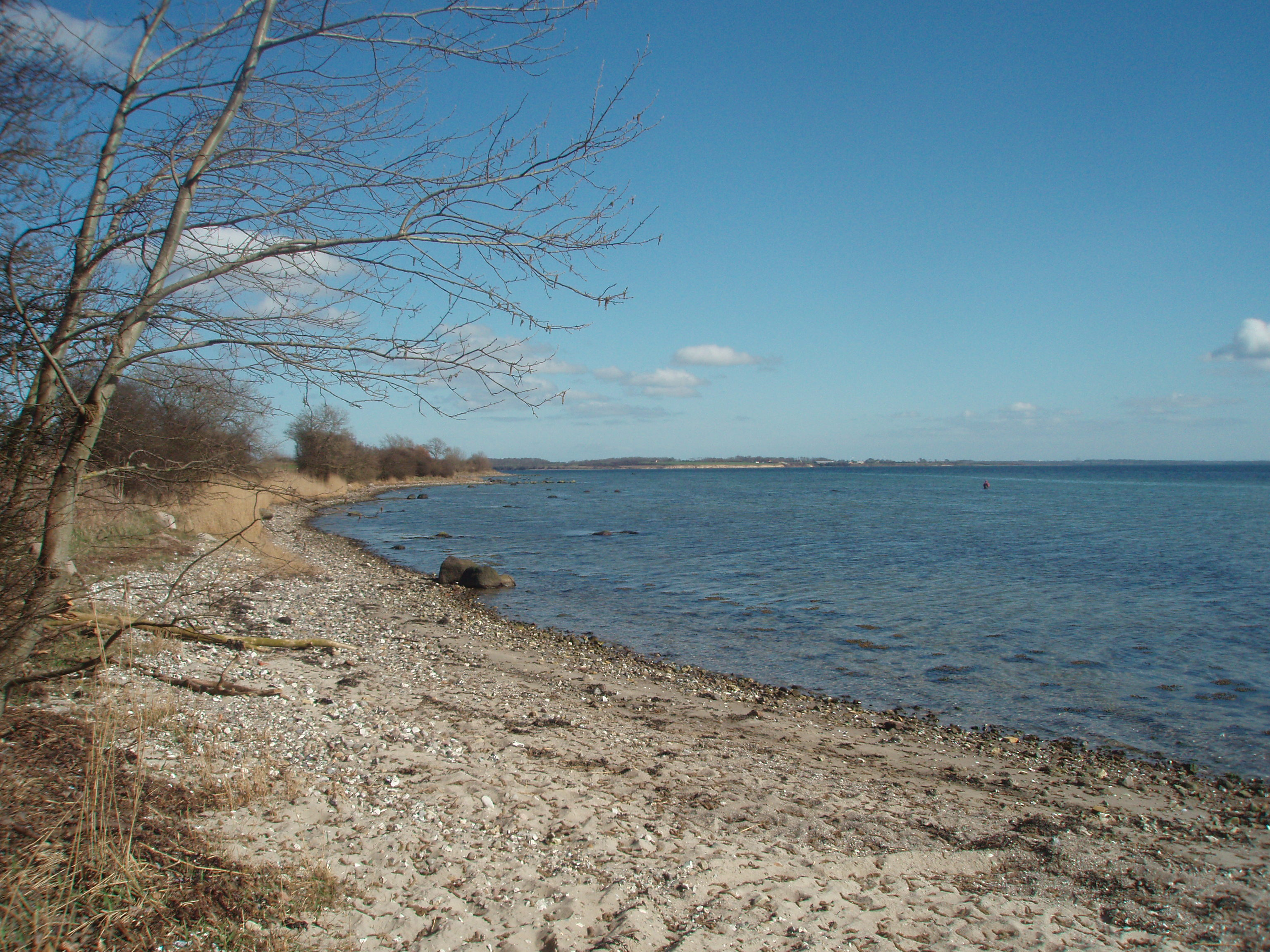
Spiaggia a Lusig
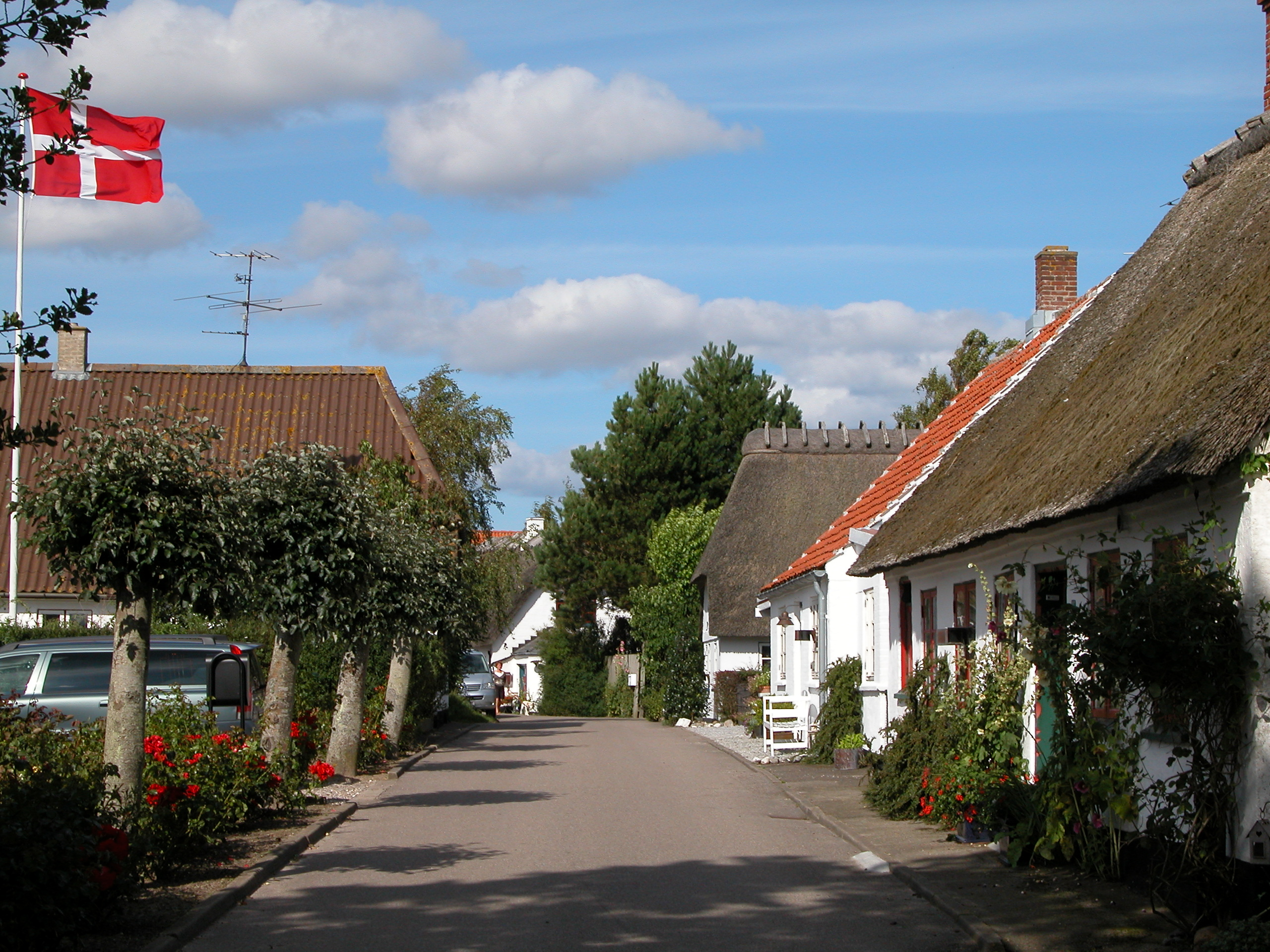
Sønderby
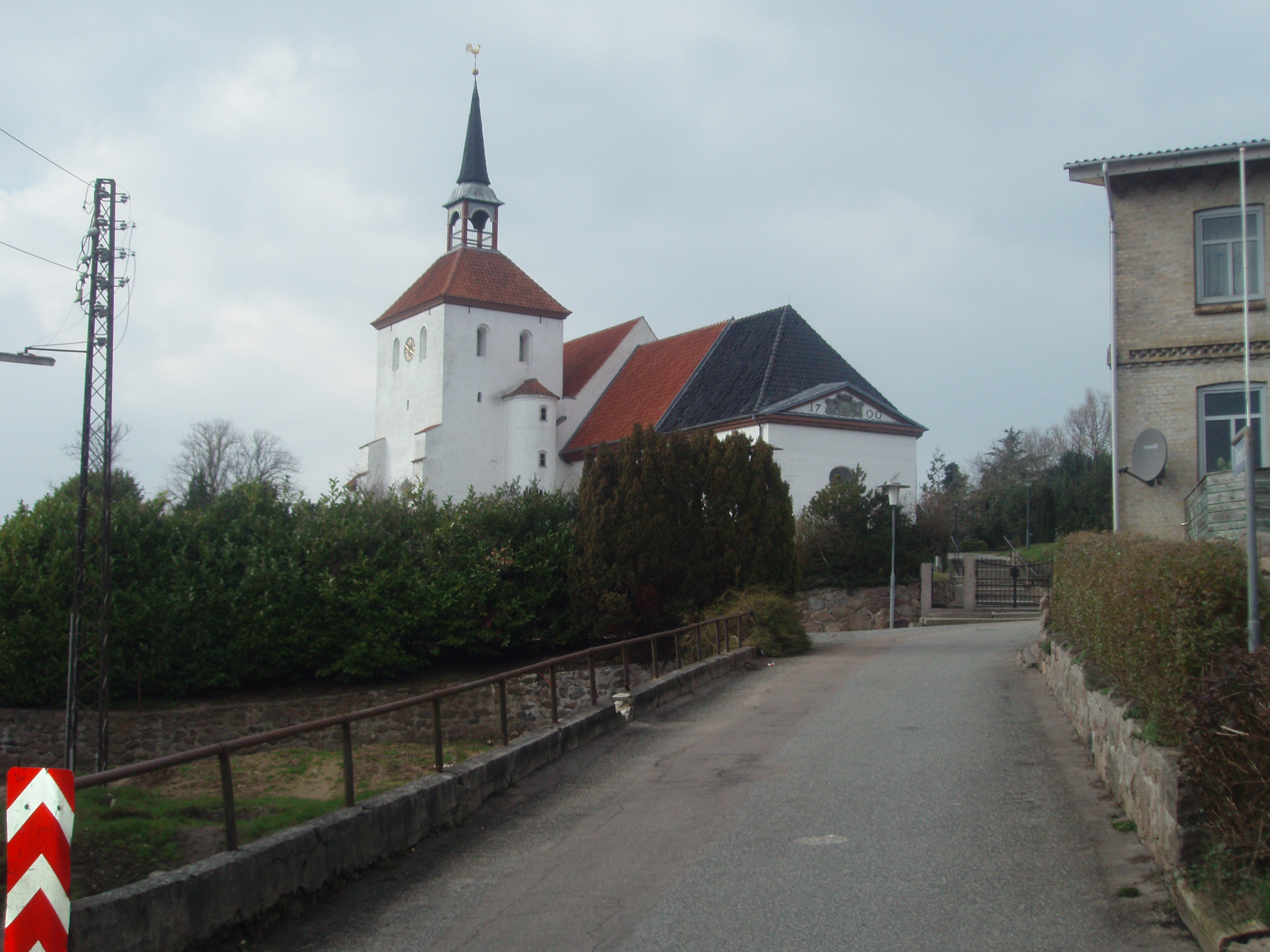
Chiesa a Nordborg
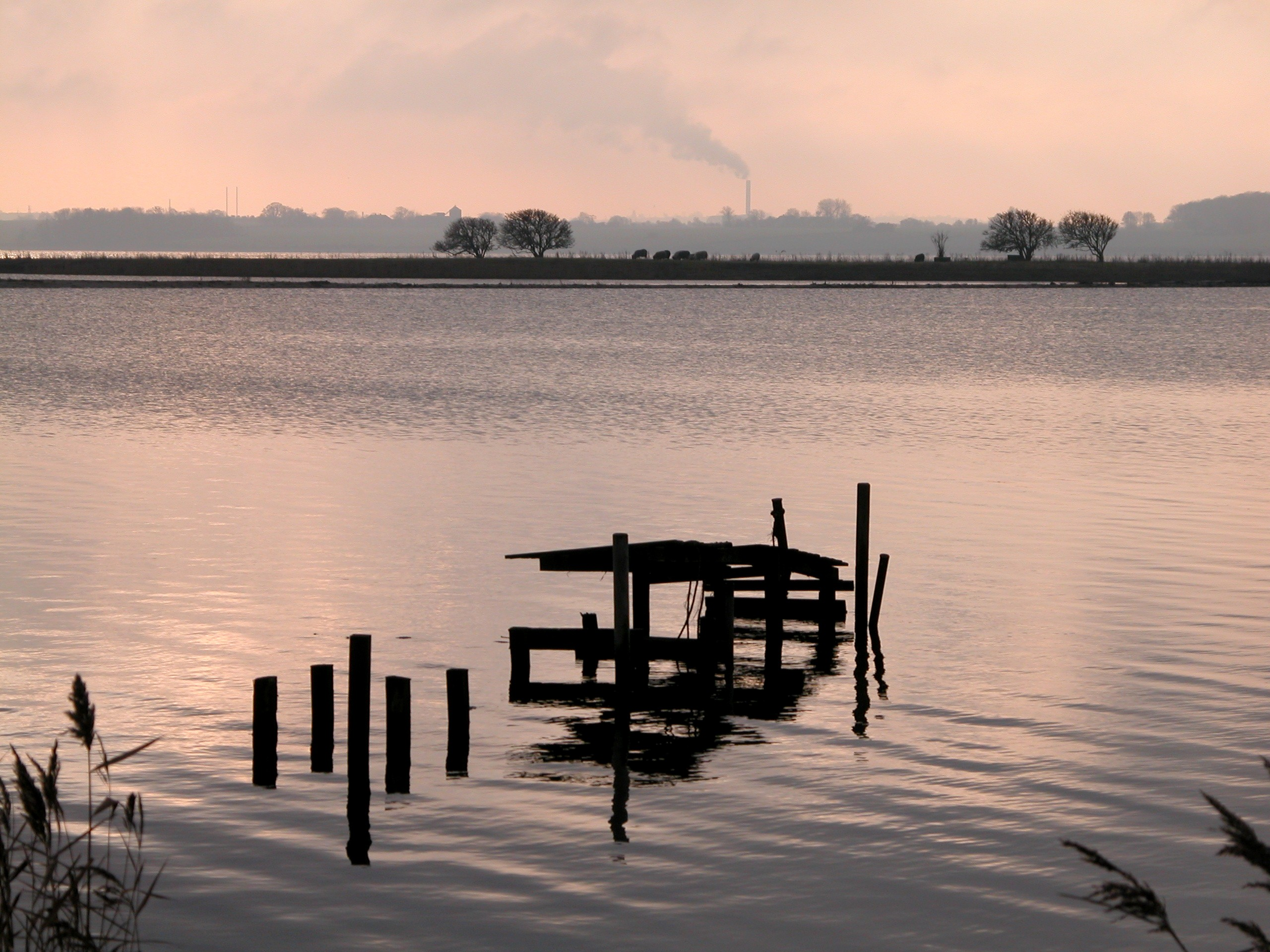
Katholm
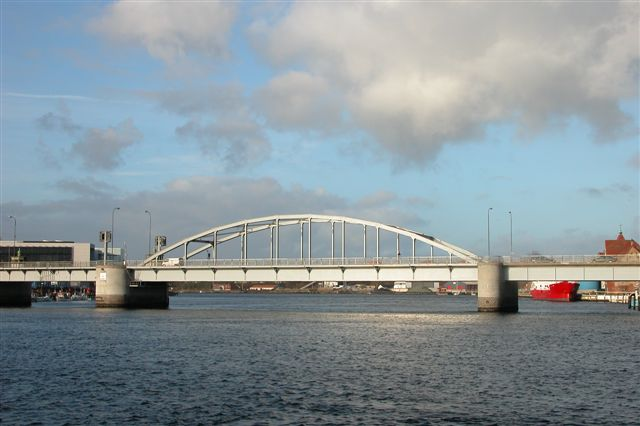
Ponte re Cristiano X a Sønderborg
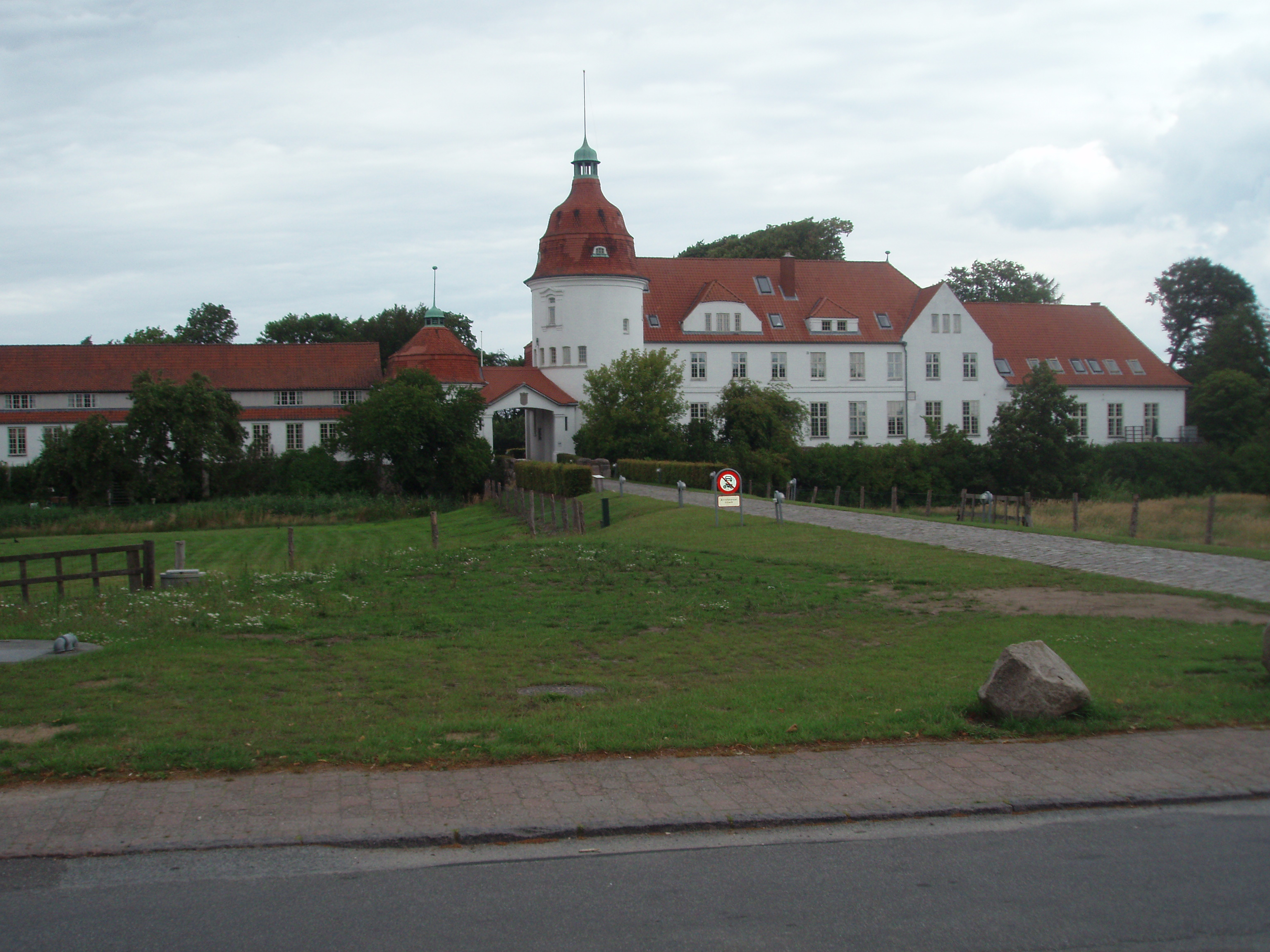
Castello di Nordborg